# Pierre levée (Saint-Laurent-sur-Gorre)
Pour l’article homonyme, voir Pierre levée.
La Pierre Levée, appelée aussi dolmen de la Côte, est un dolmen situé à Saint-Laurent-sur-Gorre dans le département de la Haute-Vienne en France.

## Historique
Le dolmen est décrit par l'abbé Lecler en 1876. Il était déjà délabré quand A. Masfrand y commença une fouille à la fin du XIXe siècle.  Il est classé au titre des monuments historiques en 1889. C. Gautrand-Moser y a effectué une fouille de sauvetage au début des années 1970.

## Description
Le dolmen est du type simple, il est orienté est-ouest. À l'origine, la chambre était probablement de forme rectangulaire ou trapézoïdale, délimitée par deux orthostates et une dalle de chevet. Elle mesure 1,80 m  de longueur sur 1,25 m de largeur pour une hauteur de 1,30 à 1,50 m. La chambre ouvre à l'est, son mode de fermeture demeure inconnu. La table de couverture repose sur les dalles supports. De forme ovoïde, elle mesure 3,10 m de longueur sur 2,10 m de largeur pour une épaisseur de 0,50 m. Toutes les dalles sont en gneiss d'origine locale.
| Dalle                                                          | Hauteur | Épaisseur | Largeur |
| -------------------------------------------------------------- | ------- | --------- | ------- |
| Orthostate nord                                                | 1,40 m  | 0,40      | 2,40 m  |
| Dalle de chevet                                                | 1,65 m  | 0,45 m    | 1,15 m  |
| Orthostate sud                                                 | 1,35 m  | 0,40 m    | 2,40 m  |
| Données : Fouille de sauvetage du dolmen simple de « La Côte » |         |           |         |

## Matériel archéologique
Le contenu de la chambre avait été vidangé anciennement à une époque inconnue. Masfrand réalisa une tranchée orientée nord-sud et il découvrit des tessons de poterie et une belle lame en silex. Lors de sa fouille, Gautran-Moser distingua deux couches archéologiques au-dessus du sol : une première constituée de blocs rocheux recouvrait une seconde couche, d'origine naturelle, composée de cailloutis et d'arène résultant de la désagrégation du socle rocheux sous-jacent.
Le matériel céramique découvert est constitué de soixante-et-un tessons correspondant à trois types de poterie : une pâte fine bien cuite avec un dégraissant très fin (22 tessons), une pâte moins fine bien cuite avec un dégraissant plus grossier (28 tessons) et une pâte mal cuite à dégraissant grossier (6 tessons). Le matériel lithique est composé de vingt-deux pièces en silex (14 éclats, 8 outils) découvertes autour du dolmen. L'ensemble du matériel est assez homogène, y compris celui découvert antérieurement par Masfrand, Gautrand-Moser l'attribue à l'Artenacien.